# Hugo Preuss
Prof. dr. jur. Hugo Preuss (tysk: Hugo Preuß, født 28. oktober 1860 i Berlin, død 9. oktober 1925 samme sted) var en tysk jurist og liberal politiker, og betragtes som Weimar-forfatningens far.
Han blev født i en jødisk købmandsfamilie, og studerede fra 1879 jura ved universiteterne i Berlin og Heidelberg. I 1883 tog han en juridisk doktorgrad i Göttingen, og i 1889 habiliterede han sig i statsret i Berlin, hvorefter han arbejdede som privatdocent i offentlig ret. I 1916 blev han professor ved handelshøjskolen i Berlin, og i 1918 blev han dens rektor.
Efter novemberrevolutionen blev Preuss 15. november 1918 udnævnt til statssekretær i indenrigsministeriet og fik til opgave at forberede en ny forfatning. I Philipp Scheidemanns kabinet blev han udnævnt til tysk indenrigsminister.
Han var blevet indvalgt i Berlins bystyre i 1895, og var i perioden 1910 til 1918 æresbyrådsmedlem i Berlin, og fra 1919 til sin død også medlem af den preussiske landdag (delstatsparlamentet).
Preuss var medlem af Deutsche Demokratische Partei og af Reichsbanner Schwarz-Rot-Gold.